# Geisterkommission
Geisterkommission ist der Name einer Gruselserie von Gudrun Voigt. Geschrieben wurden alle Romane unter dem Pseudonym Phyllis Cocker.
Sie erschienen von 1977 bis 1981 als Subserie im Geister-Krimi sowie im Kelter-Taschenbuch.

## Handlung
Dies ist eine der ungewöhnlichsten Serien der Gruselheftromangeschichte. Es wurde auf magische Waffen, mehr oder minder mächtige Dämonen und Ähnliches vollständig verzichtet. Auch der klassische und in den Anfangszeiten des Gruselheftromans oft vorkommende irre Wissenschaftler fehlte vollständig.
Die Handlung spielte bevorzugt in alten Burgen und deren Grüften, die Gegner waren dabei grundsätzlich Geister verlorener Seelen – also eher ein Thema und Setting des Romantic-Thriller-Genres.
Die Geisterkommission wurde vom Scotland Yard gegründet, um das Geisterunwesen in Schottland zu bekämpfen, dementsprechend widmete man sich ausschließlich bösen Geistern. Ihr gehörten zwei Polizisten, ein Medium und ein Pfarrer an.

## Die Mitglieder der Geisterkommission
- Inspector Knight – Yard-Inspektor und Chef der Geisterkommission
- Sergeant Bott – sein direkter Untergebener beim Yard
- Miss Elly Formount – Geisterseherin & Medium
- Reverend Graham Baxter – Pfarrer

## Erschienene Romane
| 0215 | Seine Lordschaft lassen spuken | Die zur GKO gehörenden Personen lösen ihren ersten Fall. |
| 0270 | Gier der schwarzen Seelen      | Die GKO wird am Ende des Romans gegründet.               |
| 0298 | Das Geister-Sextett von Oacilt | Der erste Fall, der als Geisterkommission gelöst wird.   |
| 1036 | Geistergirl aus grauer Gruft   | Taschenbuch                                              |
| 0315 | Geisterfuß im Glashaus         |                                                          |
| 0363 | Satansbraten im Alptraumhaus   |                                                          |
| 0388 | Im Reich der Teufelsschlange   |                                                          |